# Franz Joseph Rudigier
Franz Joseph Rudigier (Partenen, 7 aprile 1811 – Linz, 29 novembre 1884) è stato un vescovo cattolico austriaco.

## Biografia
Compiuti gli studi ginnasiali a Innsbruck e quelli teologici presso il seminario di Bressanone, fu ordinato prete nel 1835 dal vescovo Bernhard Galura.
Si dedicò per un periodo al ministero sacerdotale e poi si trasferì a Vienna per dedicarsi agli studi teologici superiori presso il Frintaneum.
Fu docente di storia della Chiesa e diritto ecclesiastico presso il seminario di Bressanone e nel 1841 succedette ad Ambrosio Stapf come insegnante di teologia morale e pedagogia.
Tra il 1845 e il 1848 soggiornò a Vienna dove fu direttore spirituale del Frintaneum, capellano di corte e insegnante degli arciduchi Francesco Giuseppe e Massimiliano.
Fu parroco di San Candido dal 1848 al 1850, quando fu nominato canonico cattedrale e reggente del seminario di Bressanone.
Nel 1853 fu nominato vescovo di Linz dall'imperatore Francesco Giuseppe e confermato da papa Pio IX.
Diede la definitiva organizzazione all'ancor giovane diocesi di Linz, che fino al 1785 aveva fatto parte della diocesi di Passau: curò la formazione del clero, favorì la vita religiosa e incoraggiò il movimento del laicato cattolico; pubblicò 48 lettere pastorali e nel 1862 pose la prima pietra del duomo dell'Immacolata.
A causa di una sua presa di posizione su questioni scolastiche, subì l'arresto e la condanna al carcere: fu liberato dopo 14 giorni di prigionia grazie all'intervento dell'imperatore.
Fu deputato della Camera di Linz e Vienna, dove tenne ottanta discorsi, e vi difese le libertà e i diritti della Chiesa e della sua diocesi.
Morì nel 1884 e fu sepolto nella cripta del duomo, non ancora completato.
Sotto l'episcopato del suo antico segretario Franz Maria Doppelbauer, il 6 dicembre 1905 fu emanato a Roma il decreto di introduzione del processo apostolico di beatificazione, conclusosi a Linz nel 1931.
Il 3 aprile 2009 fu promulgato il decreto circa le virtù eroiche di Rudigier, al quale fu attribuito il titolo di venerabile.

## Genealogia episcopale e successione apostolica
La genealogia episcopale è:
- Cardinale Scipione Rebiba
- Cardinale Giulio Antonio Santori
- Cardinale Girolamo Bernerio, O.P.
- Arcivescovo Galeazzo Sanvitale
- Cardinale Ludovico Ludovisi
- Cardinale Luigi Caetani
- Cardinale Ulderico Carpegna
- Cardinale Paluzzo Paluzzi Altieri degli Albertoni
- Papa Benedetto XIII
- Papa Benedetto XIV
- Papa Clemente XIII
- Cardinale Marcantonio Colonna
- Cardinale Giacinto Sigismondo Gerdil, B.
- Cardinale Giulio Maria della Somaglia
- Cardinale Luigi Lambruschini, B.
- Cardinale Michele Viale-Prelà
- Vescovo Franz Joseph Rudigier